# Good Bye, Lenin!
Good Bye, Lenin! es una película alemana de 2003, dirigida por Wolfgang Becker, cuyo reparto incluye a Daniel Brühl, Katrin Sass y Chulpán Jamátova. La mayoría de las escenas fueron tomadas en la Karl-Marx-Allee en Berlín y alrededor de las  Plattenbauten cerca de la Alexanderplatz.

## Argumento
El 7 de octubre de 1989 no era el mejor momento para entrar en coma viviendo en la República Democrática Alemana, y eso es precisamente lo que le ocurre a la madre de Alexander Kerner (Daniel Brühl), Christiane Kerner, una mujer orgullosa de sus ideas socialistas y fiel miembro del Partido Socialista Unificado de Alemania. Entregada por completo a la política tras el abandono y huida de su marido a Alemania Occidental, Christiane pierde el conocimiento al ver a su hijo metido en disturbios callejeros al participar en una marcha de protesta contra el gobierno comunista que ella tanto admira.
Alex se ve envuelto en una complicada situación cuando su madre sale del coma en el hospital ocho meses después (a mediados de 1990). Ninguna otra cosa podría afectar tanto a su madre como la caída del Muro de Berlín y el triunfo del capitalismo en su amada Alemania Oriental, Alex ha sido advertido por el médico de que Christiane debe mantenerse en reposo y evitarle cualquier gran disgusto o sensaciones fuertes, para evitar una posible (y fatal) recaída. Presionado por esta situación, Alex ocultará a su madre los drásticos cambios políticos sucedidos mientras ella estaba enferma: el Muro de Berlín ha sido derribado y la Reunificación alemana se ha ejecutado bajo el mando de la capitalista Alemania Occidental que "absorbió" a la RDA. Para ello Alex, con ayuda de su amigo Denis (un aspirante a cineasta de Berlín Occidental), montará una serie de falsos telediarios, en los que escribirá su propia historia reciente del país.
Por eso, para salvar a su madre, Alex convierte el apartamento familiar en una isla anclada en el pasado, una especie de último bastión del socialismo en el que su madre vive creyendo que nada ha cambiado en los últimos ocho meses, incluyendo comidas, artefactos, y decoraciones. Lo que empieza como una mentira piadosa se convierte en un engaño a gran escala cuando la hermana de Alex y algunos vecinos se encargan de mantener la farsa para que Christiane no descubra la nueva realidad. Una de ellas es Lara, una enfermera soviética en prácticas del hospital de la que Alex se enamora durante el coma de su madre. 
Algunos sucesos hacen dudar a Christiane sobre lo ocurrido: descubre que frente a su ventana se despliega un enorme cartel publicitario de Coca-Cola y luego -en una famosa escena- ve que una gran estatua de Lenin, con el brazo extendido hacia ella como un saludo final, es trasladada de su pedestal por unos helicópteros que la llevan en medio de una avenida. En cuanto puede salir a las calles, Christiane descubre que sus vecinos han comprado muebles nuevos y que no usan el mobiliario típico de la RDA, por lo cual Alex debe inventar nuevas mentiras para evitar un gran disgusto a su madre. Para relajar a la familia, Alex lleva a Christiane, a su hermana y al novio de ésta a un paseo campestre, donde Alex se entera de que su padre, Robert, trató de huir a Alemania Occidental con toda su familia en 1978 pero que Christiane temió perder a sus hijos si el plan fallaba, por lo cual a último momento rehusó acompañar a su esposo, de lo cual se arrepintió después. 
Poco después sufre Christiane un nuevo infarto y es ingresada en el hospital, situación que aprovecha Alex para falsear un nuevo telediario: en esta ocasión convence a Sigmund Jähn (el primer astronauta germano-oriental), que luego de la Reunificación comenzó a trabajar como taxista, para que se haga pasar por el "nuevo presidente de la RDA" y en un discurso proclame "la necesidad de unirse con Alemania Occidental" y así poner fin de manera suave a las mentiras creadas para cuidar a Christiane.
No obstante, durante su estancia en el hospital y sin que Alex lo sepa, Lara le revela a Christiane todas las reales transformaciones políticas de los últimos meses. Poco antes de morir, viendo uno de los últimos telediarios falsos de Alex donde aparece "el presidente Sigmund Jähn", Christiane es consciente del montaje que su hijo realizó por amor filial; conmovida por el empeño de Alex en crear una realidad paralela sólo para no disgustarla, Christiane muere sin revelar a su hijo que ella ya conoce la realidad de los hechos.
Como trama paralela, la película revela la verdadera historia de Robert, el padre de Alex y el reencuentro con su hijo en Berlín Occidental, donde lo halla transformado en próspero negociante y con nueva esposa e hijos.
A su vez, la película plantea críticas al socialismo de Estado de la RDA (lleno de parafernalias, burocracia y militarismo), así como al capitalismo implantado en la Alemania Oriental tras la caída del muro. Sitúa al personaje central como un hombre que vacila entre su rebeldía juvenil y sus observaciones del tiempo posterior a la caída del muro: las primeras son hechas de forma concreta, por ejemplo, mostrando la violencia ejercida por la policía de la RDA durante las manifestaciones y la ciega veneración de Christiane por los símbolos e ideología del régimen, mientras que las segundas se verifican desde un plano un tanto más irónico, por ejemplo, cuando Alex crea un oxímoron entre la película pornográfica, que se emite en una tienda del lado oeste de Berlín, y el concepto de cultura, también se hace referencia crítica al desempleo de la RFA y a las empresas de comida basura, particularmente Burger King, cuando la hermana del protagonista abandona sus estudios universitarios para trabajar en un establecimiento de hamburguesas, o cuando Alex no puede cambiar en el banco los marcos orientales ahorrados durante años por Christiane y que han perdido todo valor.

## Reparto
- Daniel Brühl como Alexander "Alex" Kerner
  - Nico Ledermüller como Alex (a los 11 años)
- Katrin Saß como Christiane Kerner
- Chulpán Jamátova como Lara
- Maria Simon como Ariane Kerner
- Florian Lukas como Denis Domaschke
- Alexander Beyer como Rainer
- Burghart Klaußner como Robert Kerner
- Michael Gwisdek como Klapprath
- Christine Schorn como Frau Schäfer
- Jürgen Holtz como Herr Ganske
- Jochen Stern como Herr Mehlert
- Ernst-Georg Schwill como Taxista
- Stefan Walz como Taxista
- Eberhard Kirchberg como Dr. Wagner
- Hans-Uwe Bauer como Dr. Mewes

## Banda sonora
La partitura de la película fue compuesta por Yann Tiersen, excepto la versión de "Summer 78" cantada por Claire Pichet. Estilísticamente, la música es muy similar al trabajo anterior de Tiersen en la banda sonora de Amélie. Una composición de piano, "Comptine d'un autre été: L'après-midi", se utiliza en ambas películas.
En la película también se presentan varias canciones famosas de la RDA. Dos niños, miembros de la Organización de Pioneros Ernst Thälmann, cantan Unsere Heimat (Nuestra Patria). Los amigos de Christiane (que viven en el mismo edificio) siguen con Bau Auf! Bau Auf! (¡Construye! ¡Construye!), otro himno de la Juventud Libre Alemana. El último noticiero falso con Sigmund Jähn presenta una entusiasta interpretación del himno nacional de la RDA, Auferstanden aus Ruinen.

## Información
- Dirige Wolfgang Becker (Renania del Norte (Alemania), 1954) cuya filmografía se compone de las películas Schmetterlinge (1987) y La vida en obras (1997) entre otras. También es autor del episodio de la serie de televisión Tatort titulado Blutwurstwalzer (1991), del documental Celibidache (1992) y del telefilme Kinderspiele (1992).
- Sus protagonistas son Daniel Brühl, nacido en Barcelona (España) e hijo de madre española y padre alemán; Katrin Saß; Chulpán Jamátova (Todo por el éxito, Luna Papa, Tuvalu) y la casi debutante María Simón.
- El guion está escrito por el propio director en colaboración con el debutante Bernd Lichtenberg.
- El director de fotografía es Martin Kukula, que ya trabajó con Becker en La vida en obras, y la banda sonora está compuesta por Yann Tiersen (Amélie).
- Uno de los personajes secundarios en la trama es el astronauta y mito en la RDA Sigmund Jähn, aunque éste no acabó como taxista tras la reunificación (como indica la película), sino como consultor de la DLR (Deutsches Zentrum für Luft- und Raumfahrt) o Agencia Espacial Alemana, heredera de la del antiguo Oeste, y posteriormente de la ESA o Agencia Espacial Europea.
- El apartamento de la madre de Alex está ubicado en el distrito berlinés de Friedrichshain. También gran parte de las escenas se grabaron en este distrito - incluida una de las más importantes, cuando la madre de Alex decide salir del apartamento. A pesar de ello, Denis sólo menciona Friedrichshain en las noticias montadas después de esa escena.

## Premios
- Se presentó en el Festival Internacional de Cine de Berlín de 2003 donde consiguió el premio Ángel Azul a la mejor película europea.
- Ganó el Premio Especial del Jurado en el Festival de Cine de Valladolid en 2003.
- Consiguió los Premios del Cine Europeo 2003 a mejor película, actor (Daniel Brühl) y guion, así como todos los premios del público (película, actor y actriz, este último por Katrin Saß). 6 premios incluyendo mejor película. 8 nominaciones.
- 2003: Nominada Premios del cine del Reino Unido Premios BAFTA: Mejor película de habla no inglesa
- 2002: 7 Premios del cine Alemán (Deutscher Filmpreis): incluyendo mejor película y director
- 2004: Premios Goya ganador de Premio Goya a la mejor película europea
- 2004: César a la mejor película de la Unión Europea
- Premio del cine Bávaro (2002) — Mejor actor joven, Daniel Brühl
- Premio del cine Alegan (2003), premio al mejor actor principal, Daniel Brühl
- Premio Bambi (2003) — Mejor interpretación conjunta, Daniel Brühl
- Premio de la Asociación de Críticos de Cine Alemanes (2003)
- 2003: Nominada a Óscar a la mejor película internacional